# История Аруначал-Прадеша
Ранняя история Аруначал-Прадеша мало изучена. Махабхарата и Рамаяна упоминают о царе Бхисмака, по поверьям, из этого региона. Устные предания тибето-бирманских народов указывают на их происхождение с севера с территории современного Тибета. Изучение материальной культуры показывает скорее бирманское происхождение.

## Средние века
Упоминания об этой территории относятся только к XVI веку в хрониках Ахома.

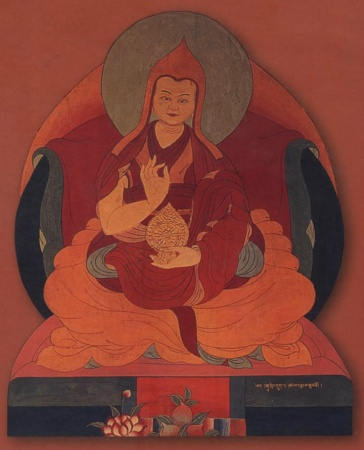
Далай-лама VI

В исторических записи царств народностей монпа и шедрупкен о князьях северо-западной территориях говорится о государстве Монъюл народа монпа, которое существовало с 500 до н. э. по 600 н. э. Этот регион также был в слабой зависимости от Тибета и Бутана, особенно северная часть штата. Южная часть штата и пограничная территория с Мьянмой была в вассальной зависимости от Ахома до занятия Ассама англичанами в 1858 году. Большинство аруначальских племён пребывали фактически независимыми до провозглашения независимости Индии в 1947 году.
Недавно были раскопаны руины индийских храмов XIV века в Малинитхане у подножия Сиангских холмов. Данные храмы находятся недалеко от ассамских равнин и вряд ли ассоциируются с населением гор Аруначал-Прадеша. Археологическая зона Бхисмакнагар показывает высокий уровень культуры и управления в доисторическое время, однако нет связей этой культуры с конкретными племенами и народами региона.
Важным историческим памятником является монастырь Таванг XV века, показывающий наличие в регионе буддийской культуры. Здесь родился Далай-лама VI.

## Образование штата и линия Мак-Магона

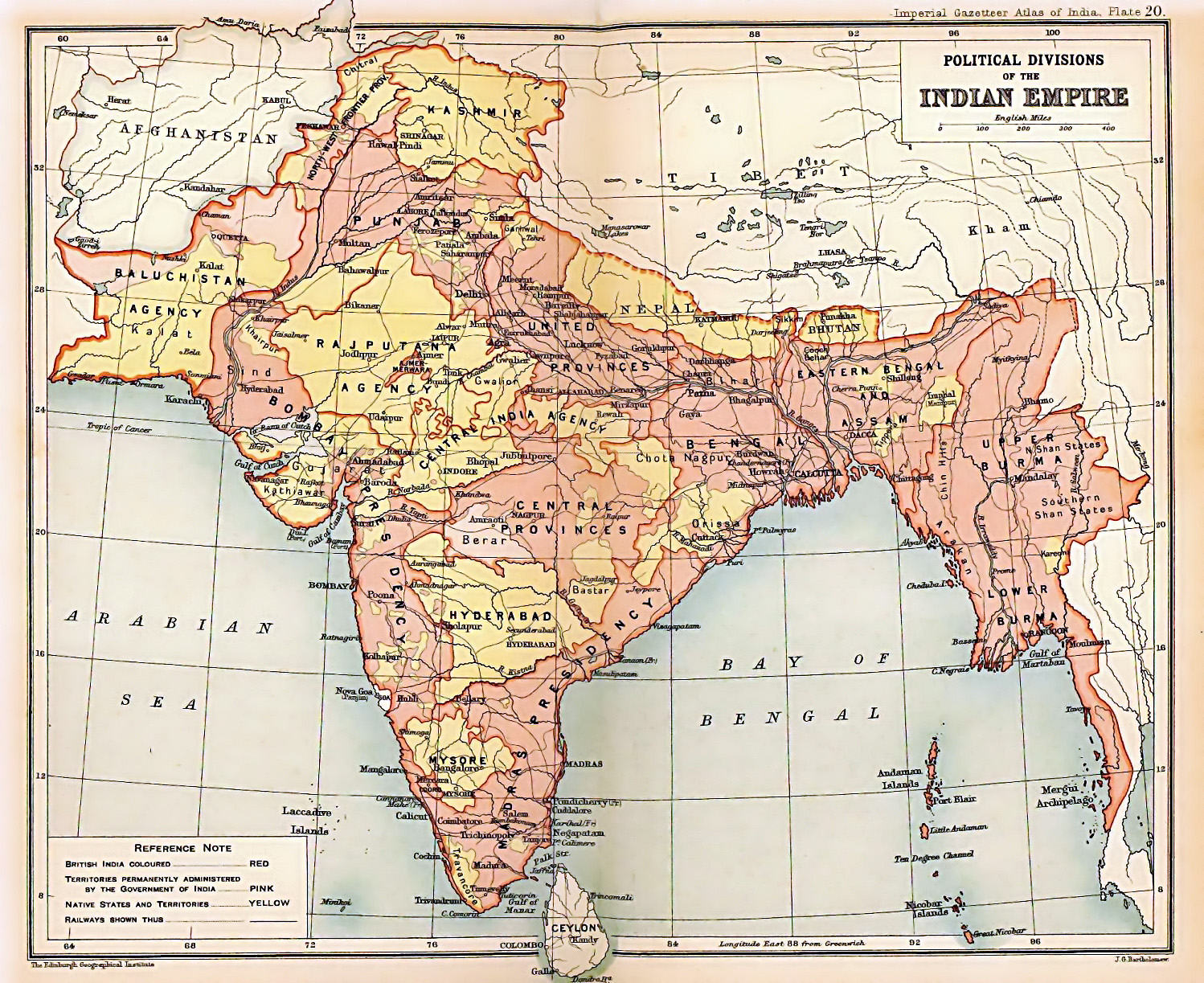
Карта Британской Индии в 1909 году до соглашения в Симла. Линия МакМэгона не проведена, и основная территория Аруначал-Прадеша отмечена как тибетская.

В 1913—1914 в Симла проводились переговоры между Индией, Тибетом и Китаем. В соглашении была отмечена необходимость провести границу между Тибетом и британской Индией. Британский губернатор Генри Мак-Магон нарисовал «линию Мак-Магона» длиной 890 км. Эта линия была одобрена тибетскими и британскими представителями, при этом Таванг попадал в Индию. При обсуждении разграничений между Британской Индией и Внешним Тибетом китайские представитель не вмешивались, однако споры возникли при обсуждении границы между внешним и внутренним Тибетом. В итоге китайские представители отказались признать соглашение и покинули конференцию. Тибетские и английские представители подчеркнули что этот инцидент должен рассматриваться отдельно с другими соглашениями между англичанами и тибетцами. Однако китайцы заявили что по причине зависимости Тибета от Китая, линия не может быть признана без китайского согласия. Отказавшись подписать соглашение в Симла, китайцы таким образом отказались признать и линию Мак-Магона. . На новоприобретённых территориях британцами были созданы Полосы Северо-Восточной границы.
В дальнейшем Китай утратил контроль над Тибетом, в 1921 перестало действовать англо-российское соглашение, и решения конференции в Симла приобрели официальный статус. В 1937 году после проведённой топографической съёмки на карте отмечалась линия Мак-Магона, которая продолжала публиковаться во всех последующих картах.
В 1944 году англичане учредили административное управление зоны Таванга, от Диранг-дзонга до Валонга. Однако Тибет в 1947 году выдвинул ноту новосозданному правительству Индии с требованием восстановления управления над Тавангом. В то время вся территория входила в штат Ассам. Китайцы при этом никогда не признавали линию Мак-Магона. В 1950 году после образования КНР Индия официально объявила, что считает линию Мак-Магона действующей границей и, преобразовав Полосы Северо-Восточной границы в Агентство Северо-Восточной границы, потребовала от Тибета покинуть Таванг в 1951 году. Впрочем сейчас, с подачи Далай Ламы, стремящегося заручиться поддержкой запада в борьбе за независимость Тибета, распространяется информация, что после бегства Далай-ламы в Индию, на картах тибетского правительства в изгнании границей Тибета и Индии считалась линия Мак-Магона.
В 1962 году произошла Китайско-индийская пограничная война, при этом китайцы приостановили операцию. Индия образовала на спорных территориях отдельную Союзную территорию Аруначал-Прадеш. В 1986 году статус Аруначал-Прадеш был повышен до штата. Но Китай до сих пор считает большую часть территории штата своей по причине нечёткости англо-тибетских договорённостей с начала XX века.